# هشام العمراني (سكرتير رياضي)
هشام العمراني هو سكرتير الاتحاد الأفريقي لكرة القدم منذ عام 2010 بشكل مؤقت ثم بشكل دائم منذ شهر سبتمبر 2011، من مواليد 29 مارس 1979 في الدار البيضاء بالمغرب.

## شهادته
درس في باريس وحصل على ماجستير من الفيفا سنة 2004 برفقة المستشار الرياضي ورجل الأعمال السويسري جواو فريغيرو.

## السيرة الذاتية
سبق للعمراني، أن عمل كأمين عام مساعد في الاتحاد الأفريقي، بالإضافة إلى اشتغاله في  إدارة التسويق بالاتحاد الآسيوي.
وكانت منظمة “القادة في الرياضة”، قد صنفت سنة 2015، هشام العمراني كأفضل قائد شاب، بعد دوره الكبير في التعامل مع قضية اعتذار المغرب عن عدم استضافة كأس الأمم الأفريقية لكرة القدم قبل شهرين من انطلاق المسابقة ونقلها إلى غينيا الاستوائية بسبب تفشي فيروس إيبولا.